# Huawei P30
Huawei P30 и Huawei P30 Pro са смартфони с Android от висок клас, произведени от Хуауей. Те са обявени на 26 март 2019 г. като наследници на серията Huawei P20.
Huawei P30 Pro New Edition е представен на 12 май 2020 г.
Huawei P30 Pro зае първото място в класацията на DxOMark през септември 2019.

## Хардуер
Техните дизайни са подобни на тези на P20. P30 Pro има извит екран и замества традиционния високоговорител в слушалката с високоговорител с електромагнитна левитация, който вибрира в горната част на екрана на телефона, което позволява по-тесен панел. Моделът P30 има клас на устойчивост IP53 (водо- и прахоустойчивост), докато P30 Pro има IP68 (водо-, прахо- и удароустойчивост), но не включва жак за слушалки. И двата модела използват системата на чип Kirin 980. Устройствата разполагат с екранен четец на пръстови отпечатъци, за който се твърди, че има подобрена производителност спрямо тази на Mate 20 Pro. 
През септември 2019 г. Хуауей представи нов цвят Mystic Blue и Misty Lavender за P30 Pro, които имат двуцветен външен вид, използвайки матови и гланцови покрития.  През май 2020 г. Huawei анонсира нови модели GB30 New Edition на P30 Pro за Германия, включително нова сребърна цветова схема. 

## Софтуер
Линията P30 се доставя с Android 9.0 Pie, със софтуерния пакет EMUI 9.1 на Huawei.  Хуавей представя Android 10-базиран EMUI 10 през август 2019 г., като P30 е сред първите, които го получават в бета програма.  Моделите Mystic Blue и Misty Lavender P30 са предварително заредени с Android 10.  Въпреки че бяха освободени след въвеждането на търговски санкции срещу Huawei от Съединените щати, тези „нови“ модели продължават да включват лицензиран от Google Android. 

## Камера
P30 Pro разполага с три обектива на задната камера с оптика Leica, включително 40-мегапикселов обектив, 20-мегапикселов ултраширокоъгълен обектив, 8-мегапикселов „перископ“ обектив с 5-кратно оптично увеличение. Оптичното увеличение може да се комбинира със софтуерно цифрово увеличение до 50x.  P30 Pro включва и сензор за време на полет. В основния модел P30 е изключена перископната леща (намалявайки я до 3-кратно оптично увеличение), намален е ултраширокоъгълния обектив до 16 мегапиксела и не е включена оптична стабилизация на изображението (все още се използва софтуерно базирана стабилизация на AI). 40-мегапикселовият обектив и на двата модела използва нов сензор за изображение SuperSpectrum, чийто масив от цветни филтри използва жълти подпиксели вместо зелено. Huawei заяви, че това ще позволи заснемането на повече светлина и засилено усвояване на червените и зелените цветове. Този сензор се използва от подобрения в нощния режим на софтуера на камерата, както и от новите режими на заснемане Super HDR и Super Low Light. 

## Спецификации
|                     | Huawei P30                                                                                   | Huawei P30 Pro                                                                               | Huawei P30 Pro New Edition                                                                   |
| ------------------- | -------------------------------------------------------------------------------------------- | -------------------------------------------------------------------------------------------- | -------------------------------------------------------------------------------------------- |
| Екран (в инча)      | 6.1 OLED, 1080 x 2340 px, 19.5:9                                                             | 6.47 OLED, 1080 x 2340 px, 19.5:9                                                            | 6.47 OLED, 1080 x 2340 px, 19.5:9                                                            |
| RAM                 | 6/8 GB                                                                                       | 6/8 GB                                                                                       | 8 GB                                                                                         |
| Вътрешна памет      | 64/128/256 GB                                                                                | 128/256/512 GB                                                                               | 256 GB                                                                                       |
| Задна камера        | 40+8+16 MP, автофокус светкавица, 4K@30fps, 1080p@60fps, 1080p@30fps (gyro-EIS), 720p@960fps | 40+8+20 MP, автофокус светкавица, 4K@30fps, 1080p@60fps, 1080p@30fps (gyro-EIS), 720p@960fps | 40+8+20 MP, автофокус светкавица, 4K@30fps, 1080p@60fps, 1080p@30fps (gyro-EIS), 720p@960fps |
| Предна камера       | 32 MP, 1080p@30fps                                                                           | 32 MP, 1080p@30fps                                                                           | 32 MP, 1080p@30fps                                                                           |
| Процесор            | осемядрен, 2x2.6 GHz, 2x1.92 GHz, 4x1.8 GHz                                                  | осемядрен, 2x2.6 GHz, 2x1.92 GH, 4x1.8 GHz                                                   | осемядрен, 2x2.6 GHz, 2x1.92 GHz, 4x1.8 GHz                                                  |
| Операционна система | Android 9.0 (Pie), EMUI 10                                                                   | Android 9.0 (Pie), EMUI 10                                                                   | Android 10, EMUI 10.1                                                                        |
| Размери             | 149.1 x 71.4 x 7.6                                                                           | 158 x 73.4 x 8.4                                                                             | 158 x 73.4 x 8.4                                                                             |
| Тегло               | 165 г                                                                                        | 192 г                                                                                        | 192 г                                                                                        |

## Оценки
Влад Савов от The Verge смята, че P30 Pro е сравним със Samsung Galaxy S10 по отношение на хардуерните спецификации, но че Huawei е „ненадминат шампион“ в качеството на камерата. Показано е, че камерите му имат по-добра производителност при слаба светлина при настройките по подразбиране от режима Night Sight на Pixel 3 (който изисква продължителна експозиция) и че дори при леко намаляване на остротата след 10 пъти, има много малко влошаване на качеството на мащабираните изображения с перископния обектив, създавайки използваемо изображение дори при 32-кратно увеличение. Въпреки това, макар и не толкова агресивен като P20 Pro, той все още смята, че автоматичната обработка на Huawei е „твърде агресивна със своята комбинация от замъгляване на зърното и добавяне на изостряне“ и че Pixel 3 има по-точен баланс на бялото. Савов смята, че P30 Pro има добри Bluetooth и Wi-Fi производителност, „героично дълъг“ живот на батерията и че слушалката за „магнитна левитация“ работи „шокиращо добре“. Дисплеят му обаче се счита за по-нисък по качество от S10 (поради сравнително по-ниската му разделителна способност и обезцветяването на извитите ръбове при определени ъгли на видимост), четецът на пръстови отпечатъци в дисплея не е толкова бърз, колкото P20, и че потребителският интерфейс на Huawei по подразбиране е „по-разочароващ и заяждащ, отколкото полезен“. 
В преглед на стандартния P30, Pocket-lint отбелязва, че общият му размер е по-съобразен с P20 Pro от предната година (ако не малко по-компактен поради подмяната на физическия четец на пръстови отпечатъци) и че все още включва слушалки жак и повечето от новия хардуер на P30 Pro. Смята се обаче, че камерата е понижила качеството си в сравнение с P30 Pro и животът на батерията не е толкова добър поради по-малкия си капацитет. 
Твърди се, че е открито, че нов режим, предназначен да подобри снимките на Луната на P30, просто композира съществуващите изображения на Луната в снимката, за да подобри външния ѝ вид. 

## Продажби
По собствени данни, само за 2019 Huawei е продал над 20 милиона Huawei P30 и Huawei P30 Pro.